# Daddy X
Daddy X (справжнє ім'я Бред Ксав'єр) — американський хіп-хоп виконавець і продюсер. Колишній учасник панк/хардкор-гурту Doggy Style. Наразі є фронтменом Kottonmouth Kings, Humble Gods та X-Pistols. Одружений з Анною Роуз. Має доньку Скай Блу Ксав'єр. Їй присвячено пісню з дебютної сольної платівки Organic Soul.

## Дискографія

### Студійні альбоми
| № | Назва        | Рік  | Лейбл            |
| - | ------------ | ---- | ---------------- |
| 1 | Organic Soul | 2004 | Subnoize Records |
| 2 | Family Ties  | 2006 | Subnoize Records |

### Сингли
| № | Назва            | Рік  | Лейбл            |             |
| - | ---------------- | ---- | ---------------- | ----------- |
| 1 | «Mindbender»     | 2006 | Subnoize Records | Family Ties |
| 2 | «All Seeing Eye» | 2006 | Subnoize Records | Family Ties |

## Відеокліпи
Власні
- 2004: «Irie Feelin'»
- 2006: «Freedom» (режисер: P-Nice)
- 2006: «Mindbender»

Doggy Style
- 1985: «Donut Shop Rock»

Humble Gods
- 1996: «Price Tag»
- 2003: «Destroy»

X Pistols
- 2010: «Shoot to Kill»
- 2011: «Wild Side»

Камео
- 1996: «Luna» (Tura Satana)